# Baeoura septentrionalis
Baeoura septentrionalis là một loài ruồi trong họ Limoniidae. Chúng phân bố ở miền Cổ bắc.